# 阿恩斯貝格 (密蘇里州)
阿恩斯貝格（英語：Arnsberg）是位於美國密蘇里州開普吉拉多縣的非建制地區。

## 歷史
阿恩斯貝格的郵局於1874年設立，其後於1917年停運。

## 地理
阿恩斯貝格所處的海拔為高於海平面145米（即476英呎），而該地所採用的時區為UTC-6，即北美中部時區（CST）。同時該地設有夏令時間，為UTC-6調快一小時，即UTC-5（CDT）。